# CHK香港台
cHK香港台是映嘉娛樂有限公司的付費電視旗下的香港綜合娛樂電視頻道。 電視頻道於2013年10月18日開始發送，並以高畫質播出。

## 節目列表

### 停播節目
- 小店大廚
- 食德好·林一峰X孖人廚房
- 警界線
- 同里有親
- 童話戀曲201314
- 我阿媽係黑玫瑰
- 導火新聞線
- 大眾情性
- 驚異世紀
- 歲月樓情
- 末日+5
- 惡毒老人同盟
- 還來得及再愛你
- 客家女人
- 夜班
- 開腦儆探
- 三面形醫
- 星級會客室
- 火速救兵
- 潮玩潮食
- 食德好·潮食男女
- 繼續寵愛·怪獸學堂
- 娛樂新聞
- 12道鋒味 I
- 12道鋒味 II
- 我是香港人
- 7條事業線-食腦任務
- 名廚·鄉土濃情甄文達
- 那些回憶·似曾相識
- 蔣怡前4後6狂想曲
- 香港空間大改造
- 繼續寵愛
- 寵物ER
- 快樂地球
- 怪談-鬼之咒·東瀛13
- 現代結婚進行曲
- 四年B班
- 證義搜查線
- 美少女的奇幻漂流
- 亂噏24
- 怪談·6魔女
- 飛嘗澳門新角度
- 北京狂想曲
- 爆Talk
- 挑戰
- 一念之間
- 蘭子的7卡半鑽石
- 功夫傳奇
- 燃眉時刻2014
- 子夜特區：深宵爭議‧性
- 子夜特區：女人不設防
- 子夜特區：一路向北
- 總有出頭天
- 怪談·13冤案
- 太子妃升職記
- 閃婚100天
- 熱戀100天
- 杜汶澤食住上
- 飄
- 食的秘密
- 不一樣的香港
- 煉狗術師2
- 冒險王衛斯理之藍血人

### 電影
- 逃出生天
- 超級學校霸王
- 精武家庭
- 鎗王
- 大笑江湖
- 激戰
- 小姐誘心
- 天水圍的夜與霧
- 甜心粉絲王
- 太平輪 (下)
- 窃听风云III
- 每當變幻時
- 致我們終將逝去的青春
- 非常婚事
- 冰裸殺
- 女神愛揀宅
- 城市遊戲
- 親密敵人
- 古惑仔：江湖新秩序
- 我知女人心
- 哪一天我們會飛
- 高海拔之戀II
- 功夫
- 迷城
- 監視大盜
- 無間道
- 無間道II
- 竊聽風雲II
- 黑白森林
- 花漾
- 一路有你
- 冢愛
- 一路惊喜
- 火龍
- 天機：富春山居圖
- 點對點
- 聖誕玫瑰
- 柔道龍虎榜
- 傷城
- 提防老千
- 乾柴烈火
- 大宅男
- 瘦身男女
- 鬼眼刑警
- 殭屍家族
- 盲探
- 警察故事III超級警察
- 桃姐
- 單身男女
- 花好月圓
- 金剛王
- 大隻佬
- 光輝歲月
- 殭屍
- 賭城風雲
- 飛砂風中轉
- 宅女偵探桂香
- 衛斯理藍血人
- 戀愛三萬英尺
- 非常幸運
- 大話西遊III
- 人妖打排球
- 七擒七縱七色狼
- 與龍共舞
- 非誠勿擾
- 逃學威龍3之龍過雞年
- 樹大招風
- 我家有一隻河東獅
- 龍虎門
- 東京攻略
- 絕種鐵金剛
- 摩登如來神掌
- 性感都市
- 美人魚
- 導火綫
- 雙子神偷
- 完美假妻168
- 龍門飛甲
- 跳出去
- 撕票風雲
- 狂舞派
- 古惑仔3之隻手遮天

## 外部連結
- cHK香港台（页面存档备份，存于）